# Neandreia
Neandreia (greco antico: Νεάνδρεια), Neandrium o Neandrion (Νεάνδριον), noto anche come Neandrus o Neandros (Νέανδρος), era una città greca nel sud-ovest della penisola della Troade in Anatolia. Il suo sito è stato localizzato su Çığrı Dağ, a circa 9 km a est dei resti dell'antica città di Alessandria Troade nel distretto Ezine della provincia di Çanakkale, Turchia (basato sul lavoro di John Manuel Cook). Il sito fu identificato per la prima volta come Neandreia da Frank Calvert nel 1865 e Joseph Thacher Clarke nel 1886 e fu scavato per la prima volta dall'architetto tedesco Robert Koldewey nel 1889. Suda e Stefano di Bisanzio scrivono che alcuni la chiamavano erroneamente con "L" invece di "N" come Leandreia (Λεάνδρεια) e Leandros (Λέανδρος). 

## Storia
Non conosciamo le circostanze della fondazione di Neandreia nel periodo arcaico. Una tradizione nota all'autore dell'opera Ephemeris Belli Troiani del IV secolo d.C. Ditti Cretese sosteneva che Neandreia fosse stata la dimora del leggendario re Cigno che fu ucciso il primo giorno della guerra di Troia da Achille e la sua città saccheggiata. Tuttavia, non ci sono prove archeologiche per l'insediamento nel secondo millennio aC su Çığrı Dağ e Cigno è ugualmente rivendicato dalle vicine città di Kolonai e Tenedos. I primi coloni di Neandreia probabilmente scelsero il sito perché è altamente difendibile e gode di viste impressionanti sul viaggio lungo due assi: nord-sud lungo la costa occidentale della Troade, ed est-ovest dalla costa nella media valle di Skamander. Çığrı Dağ, la montagna di granito su cui si trova Neandreia, ha un'altezza massima di 520 m, un periplo di 1.400 m largo fino a 450 m. Ha accesso a cave di granito che servivano per la sua fortificazione e a sorgenti che aiutavano gli abitanti a resistere agli assedi. la principale area di coltivazione agricola della città era la Piana di Samonion, provvisoriamente identificata con un'area nella media valle di Skamander a est di Neandreia.
I primi resti archeologici trovati su Çığrı Dağ risalgono al VI secolo a.C. Questi includono un tempio, un'agorà e una stoà, nonché fortificazioni all'estremità occidentale del sito. È stato suggerito che questo tempio fosse dedicato ad Apollo, poiché Apollo appare sulle monete della città e un'iscrizione da Neandreia risalente a ca. Il 500 aC registra la dedica di una statua a questo dio. Iscrizioni scoplite nella roccia trovate a 1 km dalla porta principale della città e datate provvisoriamente al periodo classico attestano l'esistenza di un boschetto sacro per Zeus, mentre altre iscrizioni trovate vicino a Çığrı Dağ indicano l'esistenza di un tempio di Dioniso nel territorio della città. Nel Periplo di Scilace, che risale alla metà del IV secolo a.C., si dice che Neandreia abbia un'origine etnica eolica, e ciò è confermato da iscrizioni risalenti al VI secolo a.C. in dialetto eolico. La lingua di una dedica al dio Priapo indica che alla fine del V o all'inizio del IV secolo a.C. il dialetto eolico non era più parlato a Neandreia.
Nel V secolo a.C. Neandreia era un membro della Lega delio-attica e si dice che pagasse un tributo ad Atene di 2.000 dracme come parte del distretto dell'Ellesponto dal 454/3 al 410/9 a.C. Subito dopo quest'ultima data, forse in seguito alla sconfitta di Atene nella guerra del Peloponneso nel 404, la città di Neandreia passò sotto l'influenza di Zenis, della dinasta di Dardani, che controllava la Troade per conto del satrapo persiano Farnabazo. Sotto Zenis e sua moglie e il successore Mania, una guarnigione di truppe greche fu installata a Neandreia. Nel 399 a.C. questa guarnigione fu espulsa e la città fu liberata dal comandante spartano Dercillida. Le indagini archeologiche hanno dimostrato che alla fine del V o all'inizio del IV secolo a.C. fu costruito un nuovo circuito di mura con blocchi di conci di granito che era lungo 3,2 km, spesso 2,9 m, e racchiudeva un'area di 40 ettari. Non è chiaro se queste mura siano state costruite quando la città era nelle mani di Zenis e Mania, o dopo che Dercillida aveva liberato la città. Più tardi nel IV secolo a.C. ci furono ulteriori lavori di costruzione su Çığrı Dağ, tra cui alloggi nella sua parte occidentale su una griglia rettangolare, un complesso sistema di drenaggio interno e forse un teatro. Gli scavi stimano che in questo periodo la città fosse composta da 230 case e una popolazione di circa 2.500 individui.
In ca. 310 a.C. Antigono I Monoftalmo fondò la città di Antigonia Troade (dopo il 301 a.C. ribattezzata Alessandria Troade) come sinossi delle città circostanti della Troade, inclusa Neandreia. La prima coniazione della città appena sinecizzata adottò i tipi di moneta di Neandreia, che mostrava un cavallo al pascolo, e questo rimase l'emblema di Alessandria Troade sulla sua coniazione per il resto dell'antichità. Da questo momento in poi, Neandreia non ebbe più un'esistenza politica indipendente, quindi nel I secolo d.C. Plinio il Vecchio la annoverò tra gli insediamenti della Troade che non esistevano più ai suoi tempi. Tuttavia, un sarcofago trovato vicino a Çığrı Dağ che risale al periodo romano e conteneva i resti di due uomini di nome Neandros ed Epitynchanon indica che l'area era ancora abitata molto tempo dopo, presumibilmente come demo di Alessandria Troade.